# Gloeocystidiellum triste
Gloeocystidiellum triste är en svampart som beskrevs av Hjortstam & Ryvarden 1986. Gloeocystidiellum triste ingår i släktet Gloeocystidiellum och familjen Stereaceae.   Inga underarter finns listade i Catalogue of Life.